# بوتيوند
بوتيوند (بالمجرية: Potyond) قرية من قرى مقاطعة ديور-موشون-سوبرون بدولة المجر.